# Bantamvægt
Bantamvægt er en klassisk vægtklasse i boksning, og var helt oprindeligt den letteste vægtklasse inden for boksning. Kort efter år 1900 opstod dog vægtklassen fluevægt for særlig lette boksere, og bantamvægt var herefter placeret over fluevægt og under fjervægt. I dag er der i boksesporten opfundet en række supplerende vægtklasser, der ligger over og under bantamvægt. I professionel boksning har der siden 1976 været super-bantamvægt over bantamvægt, og siden 1980 har super-fluevægt ligget under bantamvægt. Disse vægtklasser anvendes dog ikke i officiel amatørboksning som defineret af AIBA. 
I professionel boksning er vægtgrænsen for bantamvægt 118 engelske pund (53,524 kilogram) og for amatører 56 kg. Grænserne har dog gennem tiderne flyttet sig i op- og nedadgående retning. Ved OL i 1904, hvor boksning første gang var på programmet var grænsen eksempelvis 52,16 kg, og i professionelle kampe har grænsen været nede på 112 pund. I tiden mellem 1948 og 2010 var grænsen for bantamvægt for amatører 54 kg, men i forbindelse med en revision af grænserne i 2010 blev denne lagt på 56 kg. 
Bantamvægt benyttes også som vægtklasse i andre sportsgrene end boksning, men har da andre definitioner.
Navnet Bantamvægt stammer fra hønseracen Bantam, der er en dværghønserace. 

## Professionel boksning
Det er omdiskuteret, hvornår den første VM-kamp i bantamvægt blev afviklet. En kilde hævder, at Hughie Boyle erklærede sig som verdensmester i klassen efter sejr over Tommy "Spider" Kelly den 24. oktober 1887, andre kilder peger på en kamp mellem Tommy "Spider" Kelly og Michael "Chippie" Moran den 5. juni 1888 med sejr til Kelly som den første VM-kamp, og andre kilder peger på en kamp præcist ét år senere i 1889 mellem de samme boksere, men med sejr til Moran. 
Den første generelt anerkendte verdensmester i bantamvægt var dog dansk-amerikaneren Kid Williams, der erobrede det ubestridte verdensmesterskab i 1914.
Den første kamp om den britiske mesterskab er registreret til at have fundet sted i 1902. 

Inden for professionel boksning anses Eder Jofre, Carlos Zarate, Terry McGovern og Panama Al Brown generelt som værende blandt de mest fremtrædende gennem tiderne.
Fremtrædende danske professionelle boksere i bantamvægt har været Johnny Bredahl og Anders "Vidunderbarnet" Petersen.

## Amatørboksning
Bantamvægt var på programmet ved OL i 1904, da boksning for første gang optrådte på det olympiske program, og har siden været en fast vægtklasse inden for amatørboksningen. 
Ved de første danske mesterskaber i boksning i 1915 var bantamvægt en af de i alt 5 vægtklasser, hvor der blev kåret en dansk mester. Klassen blev vundet af Emanuel Jacobsen, bedre kendt som 'Malle', den senere boksetræner og ejer af 'Malles Bokseinstitut' eller 'Akademisk Bokseinstitut'. Af fremtrædende danske mestre i bantamvægt har været Anders "Vidunderbarnet" Petersen, Hirsch Demsitz, Viggo Frederiksen (9 gange dansk mester i klassen), Orla Dalby, John Christiansen (6 titler i klassen), Hans Henrik Palm, Lars Lund Jensen, Jimmi Bredahl og Jesper D. Jensen.

## Olympiske mestre
- 1904:  Oliver KirkDen første Olympiske mester i bantamvægt Oliver Kirk
- 1908:  Henry Thomas
- 1920:  Clarence Walker
- 1924:  William Alexander Smith
- 1928:  Vittorio Tamagnini
- 1932:  Horace Gwynne
- 1936:  Ulderico Sergo
- 1948:  Tibor Csík
- 1952:  Pentti Hämäläinen
- 1956:  Wolfgang Behrendt
- 1960:  Oleg Grigoryev
- 1964:  Takao Sakurai
- 1968:  Valeriy Sokolov
- 1972:  Orlando Martínez
- 1976:  Gu Yong-Ju
- 1980:  Juan Hernández
- 1984:  Maurizio Stecca
- 1988:  Kennedy McKinney
- 1992:  Joel Casamayor
- 1996:  István Kovács
- 2000:  Guillermo Rigondeaux
- 2004:  Guillermo Rigondeaux
- 2008:  Enkhbatyn Badar-Uugan
- 2012:  Luke Campbell
- 2016:  Robeisy Ramírez